# Токарев, Валентин Петрович
Валентин Петрович Токарев (1925—2007, Актау) — советский геолог и учёный-нефтяник. Лауреат Ленинской премии (1966).

## Биография
В 1942—1946 служил в РККА. С 1943 года работал на строительстве нефтеперерабатывающего завода в Атырау.
В 1952 окончил Грозненский нефтяной институт и по распределению направлен в Западный Казахстан. В 1952—1957 геолог, старший геолог геолого-поисковых контор треста «Казахстаннефтеразведка». В 1957—1989 главный геолог треста «Мангышлакнефтегазразведка».
Ленинская премия 1966 года — за участие в открытии нефтегазоносной провинции на Южном Мангышлаке и разведке месторождений Узень и Жетыбай.
Награждён орденами Ленина (1963), Дружбы народов (1980), казахстанским орденом Курмат (1999), двумя дипломами «Первооткрыватель месторождения» (1981, 1985). Почетный разведчик недр Республики Казахстан.
Доктор геолого-минералогических наук. Почётный профессор (2005).